# John Kani
Bonisile John Kani (sinh ngày 30 tháng 8 năm 1943) là nam diễn viên, đạo diễn, nhà viết kịch người Nam Phi.

## Thời thơ ấu
Kani sinh ra tại Đông Cape, Nam Phi.